# (22253) Сиверс
(22253) Сиверс (лат. Sivers) — типичный астероид главного пояса, открыт 26 сентября 1978 года советским астрономом Людмилой Журавлёвой в Крымской астрофизической обсерватории и 9 апреля 2009 года назван в честь государственного деятеля Якова Сиверса.

## Обнаружение и именование
(22253) Сиверс
Открыт 26 сентября 1978 года в Крымской астрофизической обсерватории Л. В. Журавлёвой.
Яков Ефимович Сиверс (1731—1808) был выдающимся русским государственным деятелем, губернатором Новгородской губернии. Как основатель и директор Департамента водных путей сообщения он внёс неоценимый вклад в развитие судоходства в России. В частности, он реконструировал старые каналы между реками Волга и Нева.
Оригинальный текст (англ.)22253 Sivers
Discovered 1978 Sept. 26 by L. V. Zhuravleva at the Crimean Astrophysical Observatory.
Yakov Efimovich Sivers (1731—1808) was an outstanding Russian statesman, governor of Novgorod province. As the founder and director of the Waterways Communications Department he made an invaluable contribution to navigation in Russia. In particular, he reconstructed the old canals between the Volga and Neva rivers.
Источники: 20090409/MPCPages.arc; M.P.C. 65712.

## Орбита

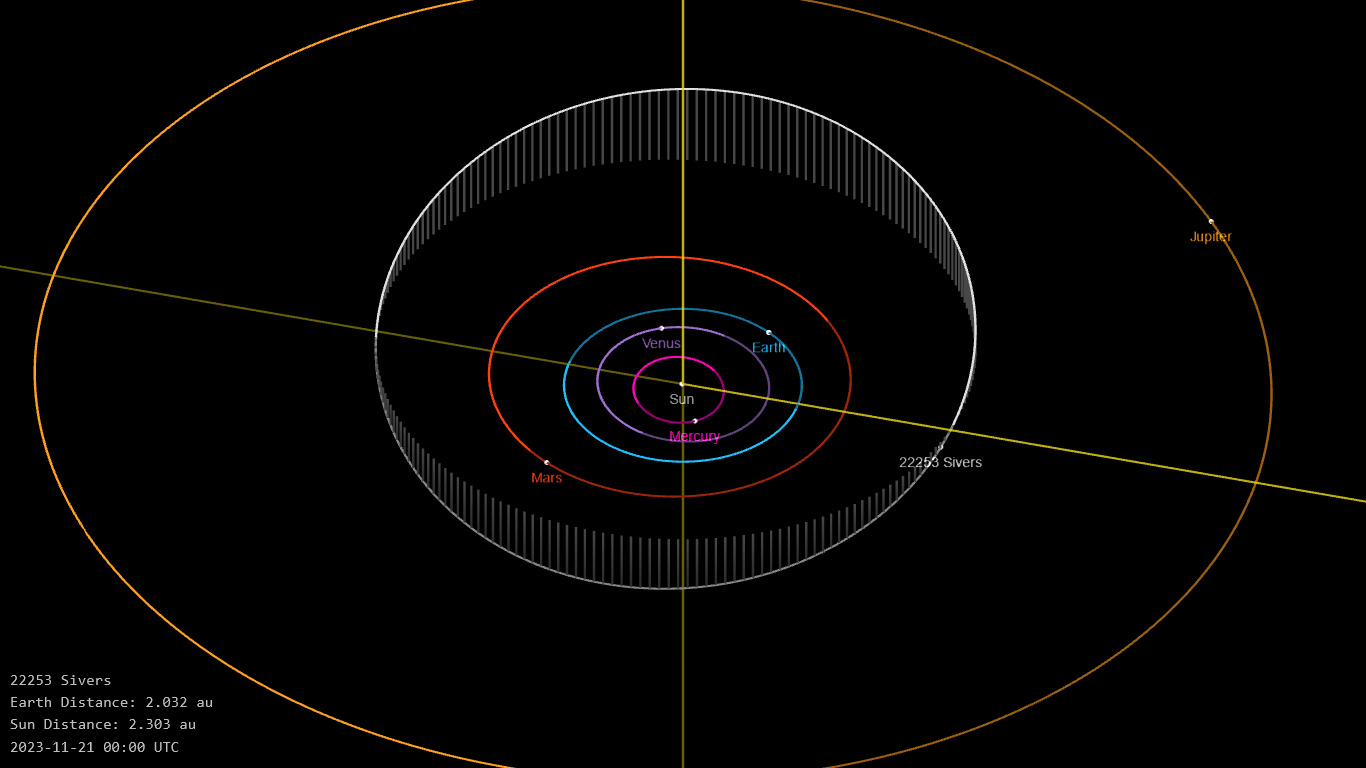
Орбита астероида Сиверс и его положение в Солнечной системе

## Физические характеристики
Астероид относится к таксономическому классу S.
По результатам наблюдений в видимом и ближнем инфракрасном диапазоне космического телескопа NEOWISE диаметр астероида сначала оценивался равным 5,855±0,086 км, позже — 5,17±1,17 км, 5,399±0,118 км. Согласно тем же источникам альбедо оценивается как 0,2710±0,0286, 0,23±0,14 и 0,318±0,093.